# Uchida Hifuyo
Uchida Hifuyo (jap. 内田 一二四) war ein japanischer Fußballspieler.

## Nationalmannschaft
1925 debütierte Uchida für die japanische Fußballnationalmannschaft. Uchida bestritt zwei Länderspiele. Mit der japanischen Nationalmannschaft qualifizierte er sich für die Far Eastern Championship Games 1925.